# Pilotrichella dimorpha
Pilotrichella dimorpha är en bladmossart som beskrevs av Georg Friedrich von Jaeger 1880. Pilotrichella dimorpha ingår i släktet Pilotrichella och familjen Meteoriaceae. Inga underarter finns listade i Catalogue of Life.